# Carolinum (Nysa)

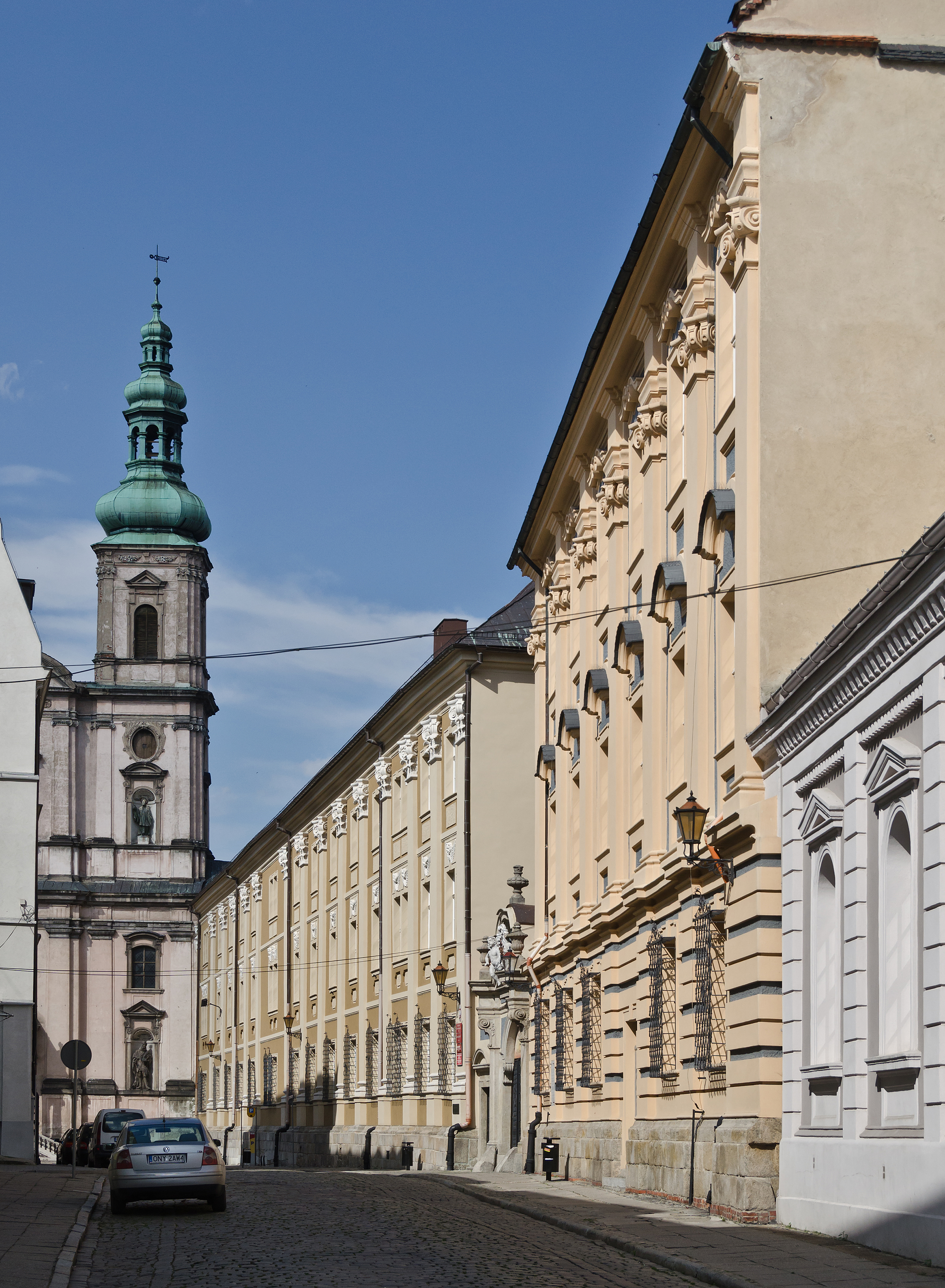
Ansicht 2014

Das ehemalige Gymnasium Carolinum (auch Jesuitenschule St. Anna) am Salzring in Neisse, der Residenzstadt des geistlichen Fürstentums Neisse, war von 1624 bis zur Säkularisierung 1810 eine der bekanntesten Bildungsanstalten Schlesiens. Wegen des hohen Bildungsniveaus wurde das bischöfliche Neisse auch als „Schlesisches Rom“ bzw. auch als „Schlesisches Athen“ bezeichnet.
Nach dem Übergang Schlesiens an Polen 1945 wird es heute als das I. Allgemeinbildende Lyzeum „Jan III. Sobieski“ (polnisch: I Liceum Ogólnokształcące im. Jana III Sobieskiego w Nysie) weitergeführt.

## Geschichte
1622 gründete der Jesuitenorden auf Wunsch des Breslauer Bischofs Karl von Österreich, ein Jesuitenkolleg in Neisse, das am das 23. April 1624 eröffnet wurde. Da die Bürgermeisterwitwe Anna Gebauer ihr Vermögen dem Kolleg vererbt hatte, wurde als Schutzheilige die hl. Anna gewählt. Erster Rektor der Klosterschule war der Mathematiker und Astronom Christoph Scheiner. 1626–1627 wirkte der Jesuit Martin Stredonius dort als Lehrer. Die von Bischof Karl beabsichtigte Gründung einer Universität und eines Konvikts konnte wegen dessen Tod 1624 nicht mehr realisiert werden.
Die Jesuitenschule St. Anna richtete sich nach der Ratio Studiorum des Ordens und bestand aus fünf Schulklassen. Im Dreißigjährigen Krieg fiel das Seminargebäude 1642 den Flammen zum Opfer, darunter die Schulbibliothek mit 12.000 Bänden, unter diesen zahlreiche Frühdrucke und Codices. In den Jahren 1656–1657 wurde ein neues Schulgebäude errichtet. Hohes Ansehen genoss das Kolleg während der Amtszeit des Bischofs Karl Ferdinand Wasa. 1669–1681 wurde das Kolleggebäude nach einem Entwurf von Peter Schuller aus Olmütz errichtet. Neben dem Kolleg entstand 1722–1725 mit Unterstützung des Breslauer Bischofs Franz Ludwig von Pfalz-Neuburg ein jesuitisches Gymnasium. Das Gebäude wurde durch den Baumeister Michael Kleiner nach einem Entwurf des Jesuiten Christoph Tausch errichtet. Beide Gebäude wurden 1725 mit einem Prunktor verbunden.
Nachdem Neisse zusammen mit dem größten Teil Schlesiens nach dem Ersten Schlesischen Krieg 1742 an Preußen gefallen war, verlor das Kolleg an Bedeutung. Nach der Aufhebung des Jesuitenordens 1773 durch Papst Clemens XIV. genehmigte der preußische König Friedrich II. den Jesuiten, als Weltgeistliche des Königlichen Schulinstituts das Carolinum bis zum Jahre 1800 zu leiten. Erst nach der Säkularisation des Fürstentums Neisse 1810 mussten die Jesuiten das Kolleg verlassen. Anschließend wurde das Gebäude modernisiert und dem Königlichen Katholischen Gymnasium zugewiesen. Dieses wurde 1924 zu Ehren des Stifters in „Carolinum“ umbenannt.

## Bekannte Schüler
Zu den bekanntesten Schüler der Klosterschule St. Anna bzw. des Gymnasiums Carolinum gehören u. a.:
- Michael Korybut Wiśniowiecki (1640–1673), später König von Polen[1]
- Jakob Louis Heinrich Sobieski (1667–1737), Sohn des polnischen Königs Johann III. Sobieski
- Constantin Wilhelm Lambert Gloger (1803–1863), deutscher Zoologe und Ornithologe
- Eduard von Grützner (1846–1925), deutscher Genremaler
- Karl Augustin (Weihbischof) (1847–1919), Weihbischof in Breslau
- Hans Rösener (1856–1935), deutscher Architekt und preußischer Baubeamter
- Rudolf Nissen (1896–1981), Chirurg in Berlin, Istanbul, New York und Basel
- Konrad Bloch (1912–2000), Biochemiker und Nobelpreisträger
- Heinz Lechmann (1920–2007), deutscher Jurist und Politiker
- Alfons Nossol (* 1932), römisch-katholischer Theologe und emeritierter Bischof von Oppeln

## Architektur
Der heutige Carolinum-Gebäudekomplex besteht aus zwei barocken Gebäuden: links das Jesuitenkolleg (1669–1681), rechts das jesuitische Gymnasium (1722–1725), verbunden durch ein Prunktor (1725).
Das dreistöckige Jesuitenkollegium ist auf einem E-förmigen Grundriss von 89 m Länge errichtet. Das ebenfalls dreistöckige Gymnasium ist 27 m lang. Das üppig geschmückte Prunktor verbindet die in einem Abstand von 8 m stehenden Gebäude.
Die Fassade des Kollegiums ist durch haushohe korinthische Pilaster gegliedert. In den Feldern über den Fenstern des 1. Obergeschosses sich Engelsköpfe sichtbar. Das Erdgeschoss des Gymnasiums ist als Sockel im gestreiften Bossenwerk gestaltet. Die beiden Obergeschosse sind durch ionische Pilaster gegliedert.
Zwei Räume des Kollegiums sind besonders reich geschmückt: die Aula und die Bibliothek. Die Aula diente früher den Mönchen als Remter. In diesem Raum befinden sich u. a.:
- zwei Supraporten mit Putten und Blumenvasen;
- Kartuschen mit Draperien umrahmt;
- Nischen mit Muscheln und Medaillons;
- Fresken aus dem 17. Jahrhundert von Karl Dankwart, biblische Szenen darstellend, mit Stuckarbeiten des italienischen Meisters Francesco Cigno;
- Darstellung des Hl. Franz Xaver als Missionar in Indien;
- Porträts des Papstes Clemens XI., des Kaisers Joseph I. Habsburg, des Bischofs Karl Ferdinand Wasa und des Friedrichs des Großen.
- Bilder der Heiligen Paulus, Johannes, Jakobus, Aloisius von Gonzaga, Francisco de Borja und Stanislaus Kostka

Die Schule wurde am 15. Oktober 1958 unter 491/58 in das Verzeichnis der Baudenkmäler der Woiwodschaft Oppeln eingetragen.

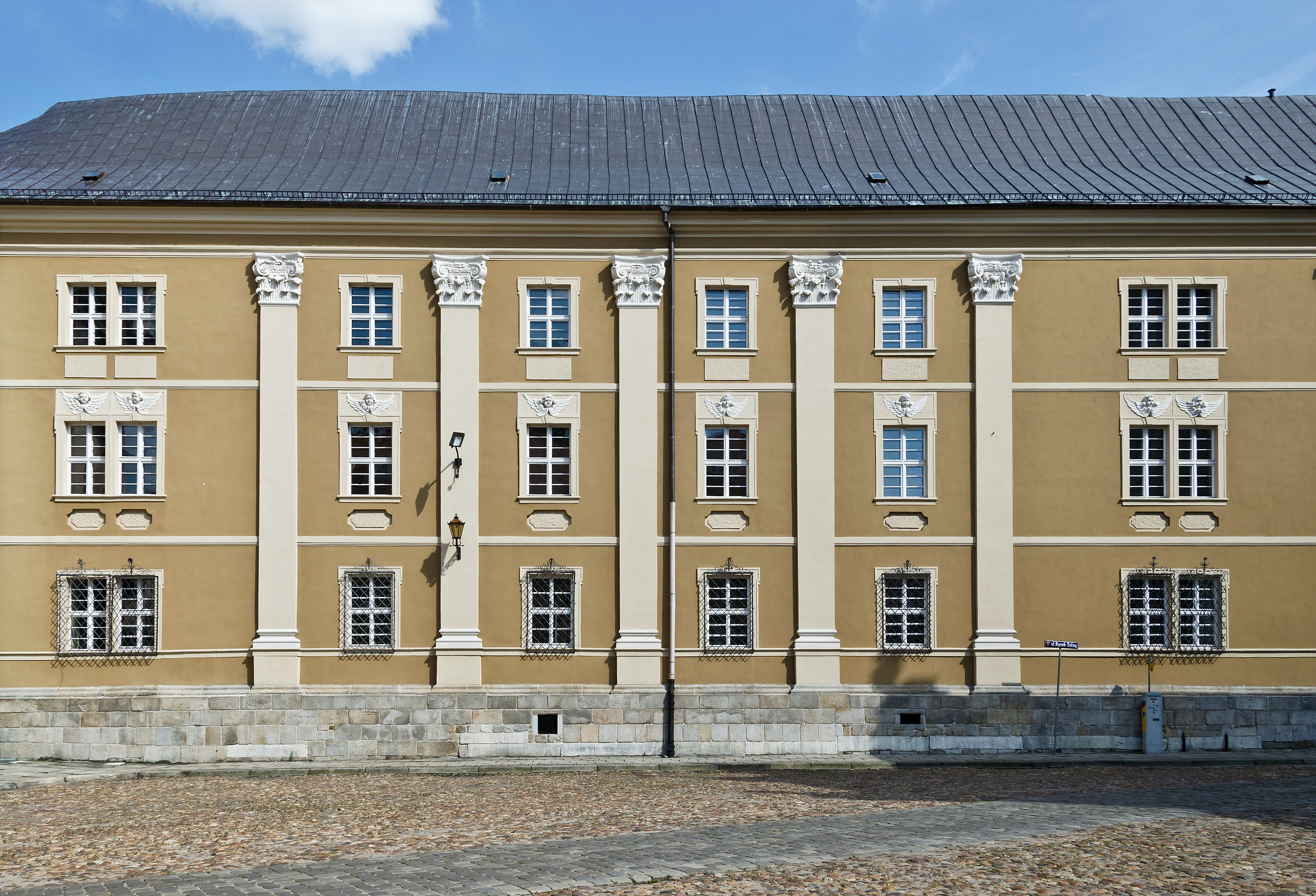
Jesuitenkollegium
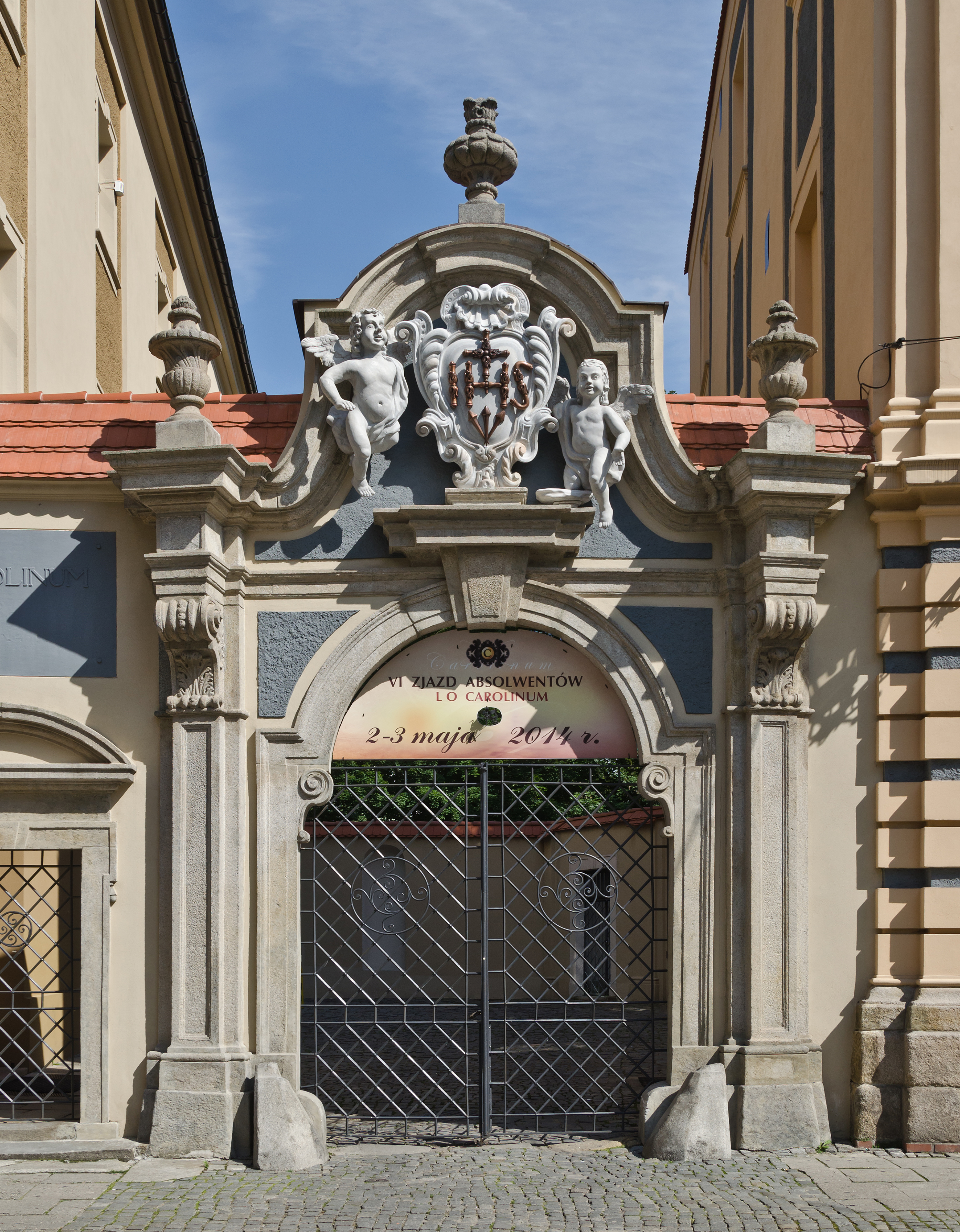
Einfahrtstor
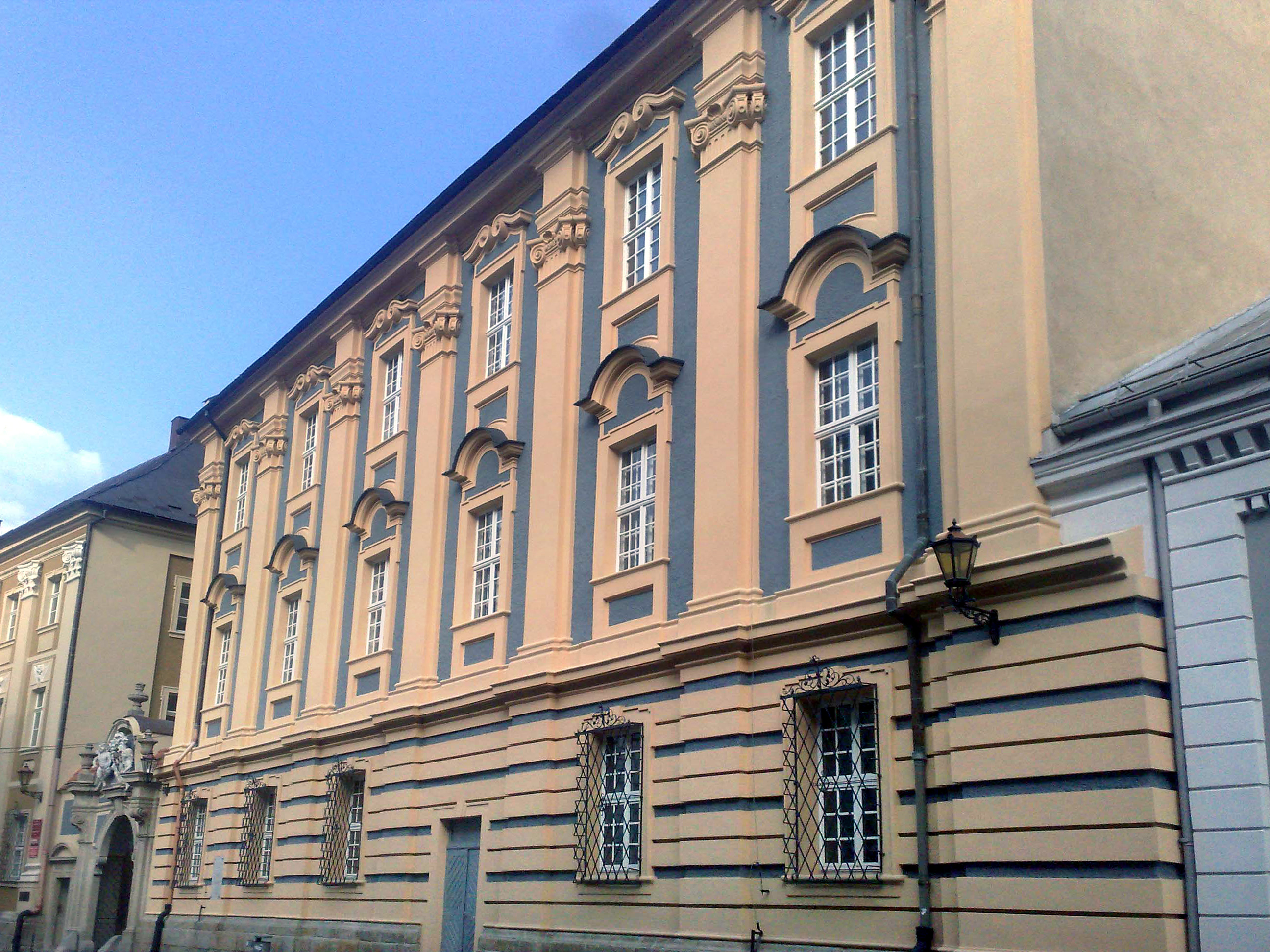
Jesuitengymnasium
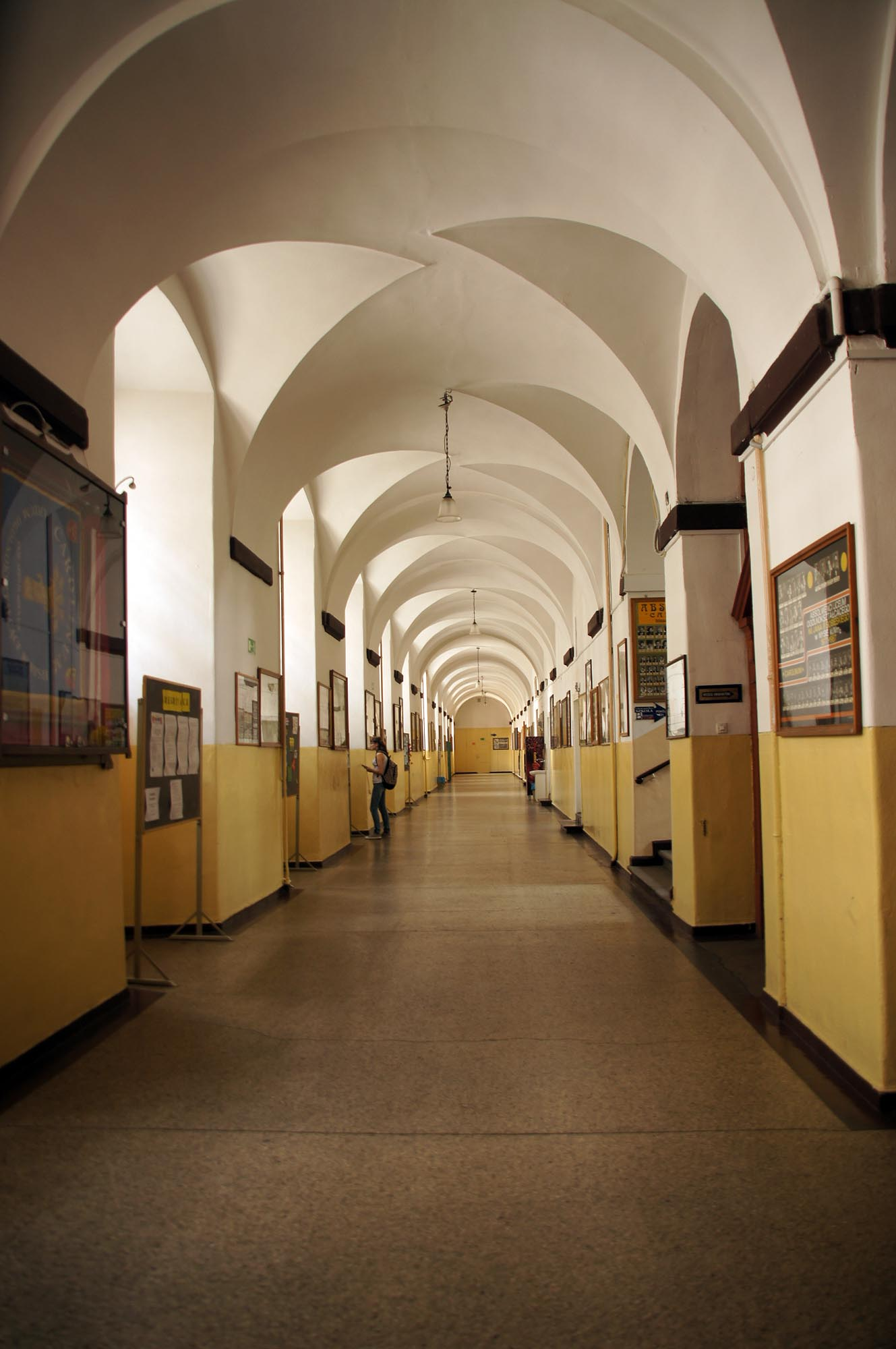
Korridor
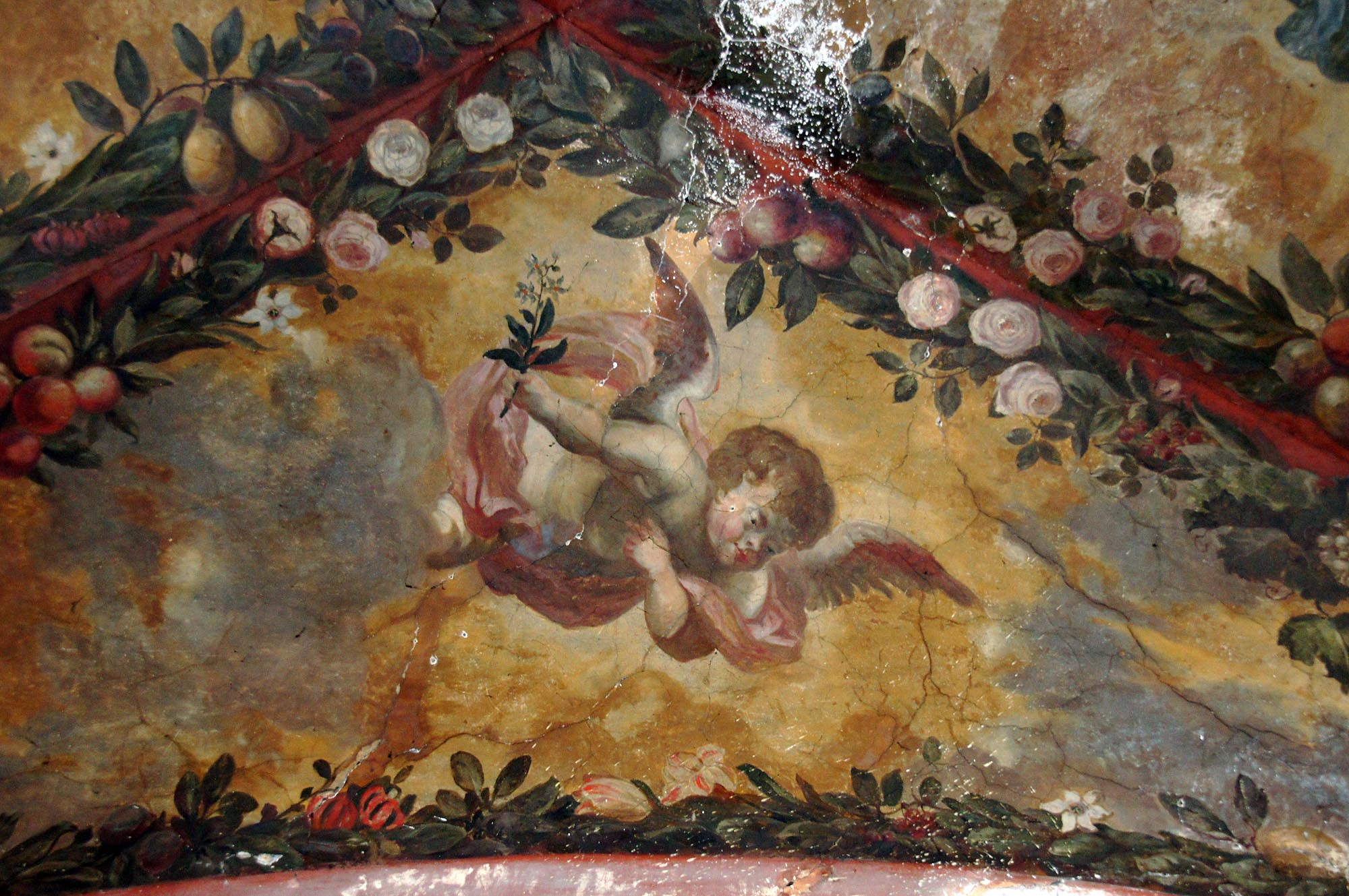
Deckenmalerei